# Saint-Andeux
Saint-Andeux est une commune française située dans le département de la Côte-d'Or en région Bourgogne-Franche-Comté.

## Géographie
Sa situation en plein Parc naturel régional du Morvan lui confère un cadre de vie et un entourage des plus agréables. Il y a de nombreuses forêts et rivières aux alentours de cette commune.
Saint-Andeux se situe dans le Morvan, à 395 mètres d'altitude.
La commune s'étend sur 11,8 km2 et compte 127 habitants depuis le dernier recensement de la population datant de 2004 (densité de 10,7 habitants par km²).
Entouré par les communes de Rouvray, Saint-Germain-de-Modéon et Bussières, Saint-Andeux est situé à 52 km au nord-ouest d'Autun, la plus grande ville à proximité.

### Hydrographie
La rivière Romanée est le principal cours d'eau qui traverse le village.

### Hameaux, écarts, lieux-dits
(liste non exhaustive)
- Joux
- Ferrières

### Communes limitrophes
| Bussières (Yonne)          |              | Rouvray                 |
|                            | Saint-Andeux |                         |
| Saint-Léger-Vauban (Yonne) |              | Saint-Germain-de-Modéon |

### Climat
Pour des articles plus généraux, voir Climat de la Bourgogne-Franche-Comté et Climat de la Côte-d'Or.
En 2010, le climat de la commune est de type climat des marges montargnardes, selon une étude du Centre national de la recherche scientifique s'appuyant sur une série de données couvrant la période 1971-2000. En 2020, Météo-France publie une typologie des climats de la France métropolitaine dans laquelle la commune est exposée à un climat océanique altéré et est dans la région climatique  Lorraine, plateau de Langres, Morvan, caractérisée par un hiver rude (1,5 °C), des vents modérés et des brouillards fréquents en automne et hiver. 
Pour la période 1971-2000, la température annuelle moyenne est de 9,9 °C, avec une amplitude thermique annuelle de 15,7 °C. Le cumul annuel moyen de précipitations est de 999 mm, avec 13,4 jours de précipitations en janvier et 8,8 jours en juillet. Pour la période 1991-2020, la température moyenne annuelle observée sur la station météorologique de Météo-France la plus proche, « Saint-Leger Vauban », sur la commune de Saint-Léger-Vauban à 5 km à vol d'oiseau, est de 10,2 °C et le cumul annuel moyen de précipitations est de 1 148,1 mm,. Pour l'avenir, les paramètres climatiques de la commune estimés pour 2050 selon différents scénarios d'émission de gaz à effet de serre sont consultables sur un site dédié publié par Météo-France en novembre 2022.

## Urbanisme

### Typologie
Au 1er janvier 2024, Saint-Andeux est catégorisée commune rurale à habitat très dispersé, selon la nouvelle grille communale de densité à 7 niveaux définie par l'Insee en 2022.
Elle est située hors unité urbaine. Par ailleurs la commune fait partie de l'aire d'attraction d'Avallon, dont elle est une commune de la couronne,. Cette aire, qui regroupe 74 communes, est catégorisée dans les aires de moins de 50 000 habitants,.

### Occupation des sols
L'occupation des sols de la commune, telle qu'elle ressort de la base de données européenne d’occupation biophysique des sols Corine Land Cover (CLC), est marquée par l'importance des forêts et milieux semi-naturels (50,3 % en 2018), en diminution par rapport à 1990 (51,5 %). La répartition détaillée en 2018 est la suivante : 
forêts (49,6 %), prairies (46,3 %), zones agricoles hétérogènes (3,4 %), milieux à végétation arbustive et/ou herbacée (0,7 %). L'évolution de l’occupation des sols de la commune et de ses infrastructures peut être observée sur les différentes représentations cartographiques du territoire : la carte de Cassini (XVIIIe siècle), la carte d'état-major (1820-1866) et les cartes ou photos aériennes de l'IGN pour la période actuelle (1950 à aujourd'hui).

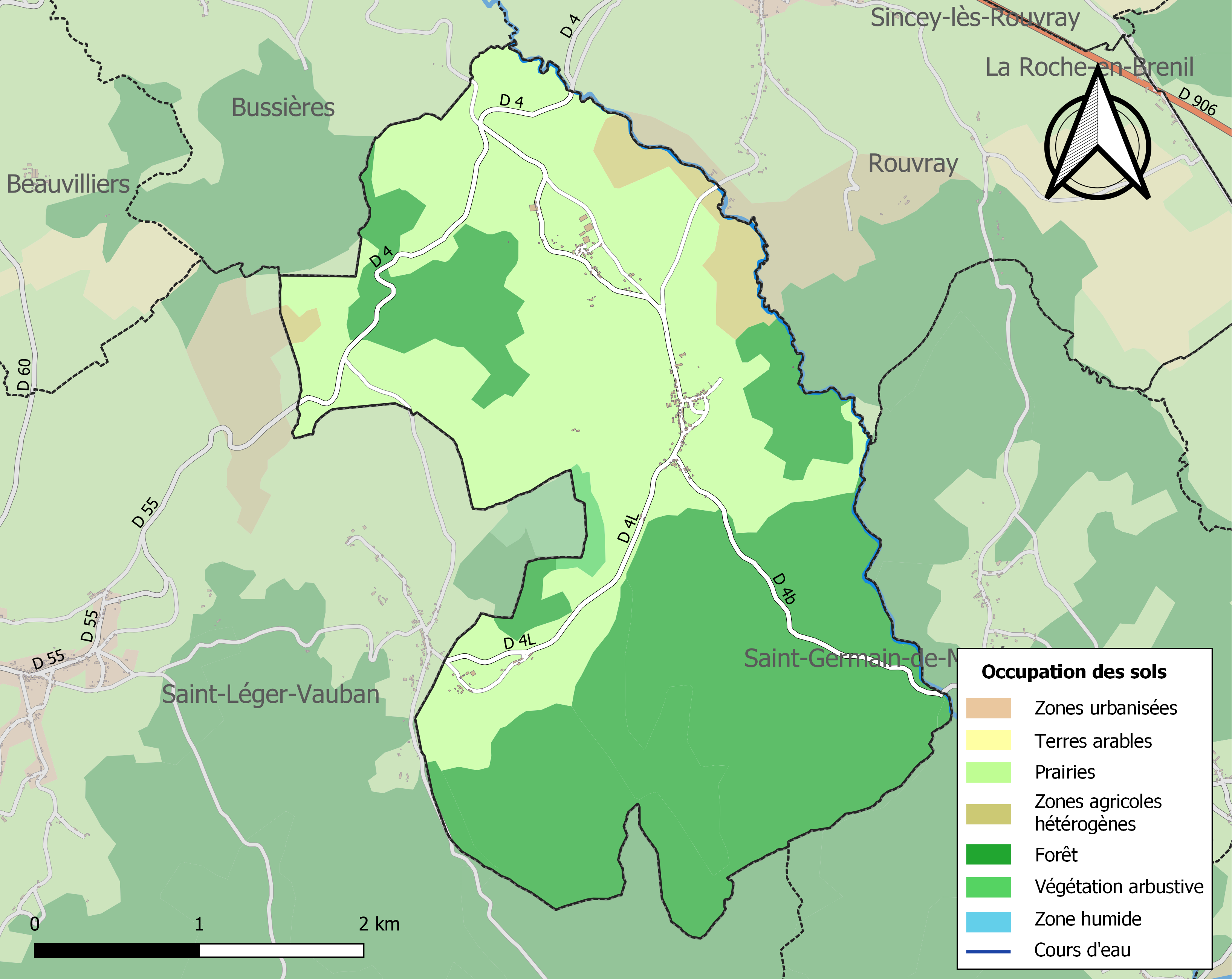
Carte des infrastructures et de l'occupation des sols de la commune en 2018 (CLC).

## Histoire
Elle fut  appelée Montribois durant la Révolution française.

## Politique et administration
| Période                                  | Période   | Identité           | Étiquette | Qualité                     |
| ---------------------------------------- | --------- | ------------------ | --------- | --------------------------- |
| mars 2001                                | mars 2008 | Sonia Perrier      |           |                             |
| mars 2008                                | En cours  | Françoise Guerrier |           | Retraitée Fonction publique |
| Les données manquantes sont à compléter. |           |                    |           |                             |

## Démographie
L'évolution du nombre d'habitants est connue à travers les recensements de la population effectués dans la commune depuis 1793. Pour les communes de moins de 10 000 habitants, une enquête de recensement portant sur toute la population est réalisée tous les cinq ans, les populations de référence des années intermédiaires étant quant à elles estimées par interpolation ou extrapolation. Pour la commune, le premier recensement exhaustif entrant dans le cadre du nouveau dispositif a été réalisé en 2004.

En 2022, la commune comptait 118 habitants, en évolution de −14,49 % par rapport à 2016 (Côte-d'Or : +0,82 %, France hors Mayotte : +2,11 %).
| 1793 | 1800 | 1806 | 1821 | 1836 | 1841 | 1846 | 1851 | 1856 |
| ---- | ---- | ---- | ---- | ---- | ---- | ---- | ---- | ---- |
| 469  | 438  | 401  | 436  | 492  | 459  | 467  | 422  | 373  |

| 1861 | 1866 | 1872 | 1876 | 1881 | 1886 | 1891 | 1896 | 1901 |
| ---- | ---- | ---- | ---- | ---- | ---- | ---- | ---- | ---- |
| 378  | 369  | 360  | 390  | 348  | 322  | 323  | 344  | 368  |

| 1906 | 1911 | 1921 | 1926 | 1931 | 1936 | 1946 | 1954 | 1962 |
| ---- | ---- | ---- | ---- | ---- | ---- | ---- | ---- | ---- |
| 317  | 269  | 233  | 222  | 208  | 206  | 140  | 130  | 140  |

| 1968 | 1975 | 1982 | 1990 | 1999 | 2004 | 2006 | 2009 | 2014 |
| ---- | ---- | ---- | ---- | ---- | ---- | ---- | ---- | ---- |
| 136  | 121  | 92   | 93   | 128  | 124  | 124  | 127  | 136  |

| 2019 | 2022 | - | - | - | - | - | - | - |
| ---- | ---- | - | - | - | - | - | - | - |
| 118  | 118  | - | - | - | - | - | - | - |

## Économie

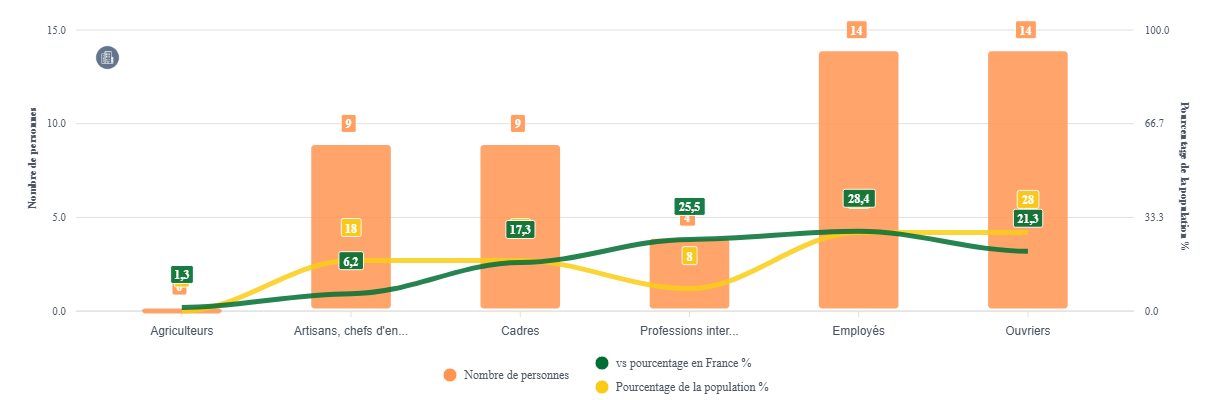
répartition de la population active de la commune de saint Andeux

### Emploi des résidents
Parmi les actifs ayant un emploi , 28% sont employés,  28 % sont ouvriers, 18% sont cadres, 18% sont artisans ou chef d'entreprise, 8 % appartiennent aux professions intermédiaires.

## Culture locale et patrimoine

### Lieux et monuments
On peut voir un tableau représentant le martyre de saint Andéol, à l'intérieur de l'église Saint-Andéol de Saint-Andeux (auteur et date inconnus), où se trouve également une statue de saint Andéol.
Andoche et Bénigne, prêtres, Thyrse, diacre, et Andéol, sous-diacre, originaires de Smyrne tous les quatre, furent envoyés par saint Polycarpe (évêque de Smyrne, disciple de l'apôtre Jean, martyrisé en 167), évangéliser la Gaule, en l'an 166, à l'appel de saint Irénée, évêque de Lyon (né à Smyrne). Ils sont accueillis à Lyon par Irénée et par son prédécesseur, saint Pothin, (venu d'Asie), tous les deux formés à l'école de Polycarpe et envoyés par lui en Gaule, précédemment.
Andéol reçoit alors pour mission de « porter l'évangile dans les régions méridionales que fertilise le Rhône ». Il subit le martyre à Bourg-Saint-Andéol, en 208.
Andoche, Thyrse et Bénigne, furent eux envoyés en mission dans la région d'Autun. Et c'est là qu'en 177, les deux premiers moururent en martyrs pour leur foi, avec Félix, un riche commerçant qui les hébergeait. Leurs reliques reposent dans l'église Saint-Andéol de Saint-Andeux et dans la Basilique Saint-Andoche de Saulieu,, à une vingtaine de kilomètres de Saint-Andeux. Quant à Bénigne, il subit le martyre à Dijon, vers 179.

### Héraldique
| Blason à dessiner | Blason  | Écartelé : au 1er de sinople à la roue de moulin d'or sur une rivière ondée du même, au 2e de gueules au mouton arrêté d'or, au 3e de gueules à la crois hosannière d'or, au 4e de sinople à trois arbres d'or. |
| Blason à dessiner | Détails | Le statut officiel du blason reste à déterminer. |